# Bagpat (stad)
Bagpat (ook vaak gespeld als Baghpat) is een stad en gemeente in de Indiase staat Uttar Pradesh. Het is de hoofdstad van het gelijknamige district Bagpat. De stad is gelegen aan de rivier de Yamuna, 40 kilometer ten noorden van de metropool Delhi.

## Demografie
Volgens de Indiase volkstelling van 2001 wonen er 36.365 mensen in Bagpat, waarvan 53% mannelijk en 47% vrouwelijk is. De plaats heeft een alfabetiseringsgraad van 46%.